# Episodi di Suits (quarta stagione)
La quarta stagione della serie televisiva Suits, composta da 16 episodi, è stata trasmessa in prima visione assoluta negli Stati Uniti d'America dal canale via cavo USA Network dall'11 giugno 2014.
In Italia la stagione viene trasmessa in prima visione da Joi, canale a pagamento della piattaforma Mediaset Premium, a partire dall'8 aprile 2015. 
| nº | Titolo originale            | Titolo italiano          | Prima TV USA     | Prima TV Italia |
| -- | --------------------------- | ------------------------ | ---------------- | --------------- |
| 1  | One-Two-Three Go...         | Senza regole             | 12 giugno 2014   | 8 aprile 2015   |
| 2  | Breakfast, Lunch and Dinner | Colazione, pranzo e cena | 19 giugno 2014   | 8 aprile 2015   |
| 3  | Two in the Knees            | Tra due fuochi           | 26 giugno 2014   | 15 aprile 2015  |
| 4  | Leveraged                   | Cambio di rotta          | 10 luglio 2014   | 15 aprile 2015  |
| 5  | Pound of Flesh              | Il rispetto delle regole | 17 luglio 2014   | 22 aprile 2015  |
| 6  | Litt the Hell Up            | Al diavolo               | 24 luglio 2014   | 22 aprile 2015  |
| 7  | We're Done                  | Fine rapporto            | 31 luglio 2014   | 29 aprile 2015  |
| 8  | Exposure                    | Rivelazioni              | 7 agosto 2014    | 29 aprile 2015  |
| 9  | Gone                        | Finito                   | 14 agosto 2014   | 6 maggio 2015   |
| 10 | This Is Rome                | Qualcosa in cambio       | 21 agosto 2014   | 6 maggio 2015   |
| 11 | Enough Is Enough            | Quando è troppo è troppo | 28 gennaio 2015  | 13 maggio 2015  |
| 12 | Respect                     | Rispetto                 | 4 febbraio 2015  | 13 maggio 2015  |
| 13 | Fork in the Road            | Davanti al bivio         | 11 febbraio 2015 | 20 maggio 2015  |
| 14 | Derailed                    | Colpo di scena           | 18 febbraio 2015 | 20 maggio 2015  |
| 15 | Intent                      | Intenzione primaria      | 25 febbraio 2015 | 27 maggio 2015  |
| 16 | Not Just a Pretty Face      | Non solo un bel viso     | 4 marzo 2015     | 27 maggio 2015  |

## Senza regole
- Titolo originale: One-Two-Three Go...
- Diretto da: Anton Cropper
- Scritto da: Aaron Korsh

### Trama
Tre mesi dopo che Mike ha deciso di lasciare lo studio per non mettere più a rischio le persone a cui tiene, la minaccia sembra essere scomparsa. Harvey, dopo la rottura con Scottie, è tornato a essere il donnaiolo che è sempre stato; Rachel si divide tra la scuola di legge e il suo lavoro come associata di Harvey; e Mike si trova a lavorare come agente di investimento alla Sidwell Investment Group, al fianco del suo esigente capo Jonathan Sidwell. Mentre Mike sembra essersi perfettamente adattato all'ufficio in vetro, ai completi a tre pezzi e la sua nuova segretaria Amy, scoppia il caso dell'acquisizione ostile della compagnia di Walter Gillis, un uomo di una certa età che ha messo anima e corpo per portare avanti la sua società. Mike vuole conquistare la fiducia di Gillis e cercare di salvare la sua compagnia, senza smantellarla e venderla a pezzi come farebbe qualsiasi altro agente di investimento. I metodi caritatevoli di Mike non piacciono però a Sidwell, che fa pressione affinché Mike cominci a comportarsi come un vero investitore bancario e non un ragazzino che vuole salvare il sogno di un uomo anziano. Anche Harvey è dello stesso parere di Sidwell, e senza prendere neanche in considerazione il piano di Mike, cerca più volte di convincerlo che la compagnia di Gillis è ormai senza speranza. Mike decide però di non ascoltare il suo ex mentore e tenta di dimostrare le sue capacità facendo a modo suo. Le cose si complicano ancora di più quando il nuovo cliente Logan Sanders, un ricco e viziato rampollo che ha appena preso il posto del padre nell'azienda di famiglia, annuncia ad Harvey che vuole impossessarsi delle Industrie Gillis per poi svenderle sul mercato. Harvey si trova quindi nel mezzo di un conflitto di interesse tra Mike e Logan, ulteriormente peggiorato dal fatto che Mike ha messo in revisione il suo contratto come cliente delle Pearson Specter dopo aver litigato con Harvey. Nel frattempo, mentre Louis è a caccia dell'occasione di diventare socio titolare, Eric Woodall sta mandando Jeff Malone, pezzo grosso della SEC (Commissione Titoli e Scambi), contro la Pearson Specter per perseguire i loro clienti affinché decidano di cambiare studio legale. Jeff, che intanto ha iniziato una relazione con Jessica, ha intenzioni ben diverse: vuole infatti lasciare la SEC e lavorare alla Pearson Specter, proponendo ad Harvey e Jessica di occuparsi personalmente di Woodall al posto loro. Jessica, che non vuole mischiare affari e piacere, si trova nella difficile situazione di dover decidere se continuare a vedere Jeff oppure lasciarlo e assumerlo allo studio. Quando Mike riesce a conquistare la fiducia di Gillis e a portarlo dalla sua parte nel suo piano, Harvey gli fa firmare un documento con cui rinuncia a farsi rappresentare da lui durante l'acquisizione, mettendo così fine al conflitto. Infine, Rachel rivela a Mike che in passato aveva avuto una relazione con un uomo sposato, Logan Sanders. 

## Colazione, pranzo e cena
- Titolo originale: Breakfast, Lunch and Dinner
- Diretto da: Roger Kumble
- Scritto da: Genevieve Sparling

### Trama
Il piano di Louis per diventare socio titolare viene messo a repentaglio da Jessica, quando assume Jeff Malone allo studio per occuparsi dell'attacco da parte della SEC ai loro clienti. Louis, che voleva indurre Jessica e Harvey ad affidargli lo stesso compito per poi ricompensarlo con il suo nome sulla parete, si trova a gestire un caso proprio con Jeff, e i due finiscono subito ai ferri corti. Intanto Mike ha redatto un ordine restrittivo contro Harvey che ha infranto il segreto professionale quando, sebbene ancora in conflitto di interessi, ha spinto Logan a velocizzare la sua offerta d'appalto delle Industrie Gillis per battere Mike sul tempo. La sua mozione viene accettata e Logan si trova impossibilitato a comprare azioni e presentare offerte per i successivi 60 giorni. Harvey, per non perdere il caso e mettere fine alla concorrenza tra le due parti, convince Logan a pagare Mike per uscire dall'acquisizione, ma l'accordo salta quando Logan va sul personale facendo riferimenti alla sua storia con Rachel. Il rifiuto di Mike di accordarsi, però, non è piaciuto a Sidwell, che minaccia di licenziare il ragazzo se non riuscirà a recuperare e accettare l'accordo. Quando Harvey informa Mike che non è più disposto ad accordarsi, non gli rimane che chiedere a Gillis rinunciare al suo sogno di espansione della compagnia per finanziare un fondo pensione di 500 milioni di dollari e tenersi così il voto del consiglio. Donna, scoperto l'obiettivo di Louis a diventare socio titolare, convince Jessica a dare all'avvocato l'ufficio ad angolo, che ogni socio importante dello studio possiede, per riconoscergli il suo valore per lo studio. 

## Tra due fuochi
- Titolo originale: Two in the Knees
- Diretto da: Anton Cropper
- Scritto da: Chris Downey

### Trama
Logan, scontento del fatto che Mike non abbia rinunciato alle Industrie Gillis, chiede ad Harvey di tirare un colpo basso a Mike facendo scoprire a un investigatore privato ogni dettaglio della sua vita per poi diffondere sui giornali del marcio su di lui. Harvey, per evitare che il segreto di Mike venga scoperto se qualcuno dovesse indagare nel suo passato, decide di attaccare Mike personalmente rivelando a Gillis che il ragazzo era uno spacciatore e fumava erba. Gillis, il cui figlio è morto di overdose, decide di tagliare i ponti con Mike e lui per vendicarsi si impossessa delle registrazioni dei dischi inediti del padre di Harvey, che Harvey stava cercando di comprare dalla morte del padre. Logan comunque non si arrende e quando Harvey si rifiuta di dirgli cosa ha detto a Gillis su Mike, minaccia di assumere un investigatore lo stesso. Solo l'intervento di Rachel gli fa cambiare idea. Nel frattempo Louis cerca di fare pace con Jeff, ma il comportamento dell'altro avvocato lo preoccupa al punto da indurlo a credere che sia innamorato di lui. In realtà Jeff sta usando Louis come stratagemma per riconquistare Jessica, che non volendo mischiare piacere e lavoro, l'ha lasciato subito prima di assumerlo allo studio. Dopo essere stato ripetutamente rifiutato, Jeff informa Jessica che la SEC sta facendo la sua mossa, citando in giudizio sette clienti dello studio. Infine Mike decide di restituire ad Harvey le registrazioni di suo padre.

## Cambio di rotta
- Titolo originale: Leveraged
- Diretto da: Kevin Bray
- Scritto da: Nora Zuckerman e Lilla Zuckerman

### Trama
Su richiesta del suo vecchio amico Eric Woodall, Sean Cahill ha preso il posto di Jeff alla SEC per andare contro i clienti della Pearson Specter. Dopo le citazioni in giudizio a sette dei migliori clienti dello studio, Jessica e Jeff passano al contrattacco presentando accuse di persecuzione senza giusta causa contro Cahill, che finirebbe in prigione se dovesse ritirare i mandati una volta che i clienti hanno lasciato lo studio. Mike, che ha acquistato altre 100 000 quote delle Industrie Gillis con i soldi di Sidwell, riceve un ultimatum proprio da questo: se non troverà un altro finanziatore in una settimana, verrà licenziato. Intanto Harvey chiede a Louis di far rimuovere al giudice l'ordine restrittivo redatto da Mike contro di loro, ma Louis va in crisi quando Mike gli mostra delle foto di Sheila con un nuovo fidanzato, in realtà modificate apposta da Mike con Photoshop, non riuscendo quindi a far annullare l'ordine. Scoperta la verità sulle foto, Louis impedisce a Mike di ottenere il finanziamento di Tony Gianopolous per vendetta. Mike si rivolge così a Charles Forstman, colosso miliardario della finanza che è ancora irritato con Harvey per essere riuscito a comprare un'Aston Martin del 1963 al posto suo, che accetta di finanziare la sua compravendita delle azioni Gillis a una sola condizione: una volta concluso l'affare, Mike dovrà tagliare fuori Sidwell dall'accordo. Sia Harvey che Amy, la segretaria di Mike, gli sconsigliano di stringere un patto con quell'uomo, ma trovandosi con le mani legate e rischiando di perdere il suo lavoro in ogni caso, Mike decide di accettare l'accordo. Solo quando Cahill accetta la proposta di Jessica e Jeff di lasciar cadere le accuse di persecuzione maligna in cambio della sua rinuncia alle citazioni, capiscono qual è il vero obiettivo della SEC: non di indurre i clienti a lasciare lo studio, ma di farli rivoltare contro Harvey facendogli confessare tutti i limiti che l'avvocato ha oltrepassato. Dopo che Rachel e Logan hanno passato un giorno intero a lavorare insieme su nuove compagnie che Logan vuole comprare, lui cerca di baciarla, ma Rachel lo ferma rimanendone comunque sconvolta. Infine Jessica cede alle avance di Jeff e passa la notte a casa sua.

## Il rispetto delle regole
- Titolo originale: Pound of Flesh
- Diretto da: Christopher Misiano
- Scritto da: Daniel Arkin

### Trama
Restio ad accettare i soldi di Forstman per non dover tagliare fuori Sidwell, Mike offre ad Harvey un accordo per lasciare il caso, ma questi rifiuta. La società Wexler sta facendo una fusione con un'altra azienda, il che implica vendere le quote che possiede delle Industrie Gillis. Entrambe le parti dell'acquisizione vorrebbero comprarle, ma per Mike significherebbe usare i soldi di Forstman, mentre Harvey è tecnicamente impossibilitato dall'ordine restrittivo che gli impedisce di comprare azioni. Jessica chiede quindi a Jeff di trovare un modo per poter fare comunque un'offerta, ma potrebbe comportare l'uso di metodi non proprio legali. Nel frattempo Donna ha ottenuto l'occasione di interpretare Porzia in una commedia sul Mercante di Venezia e chiede a Louis di aiutarla a imparare le battute. Donna, vedendo l'amore di Louis per il teatro, lo convince ad andare in scena con lei nonostante la sua ansia da palcoscenico. Jeff riesce a trovare un modo per comprare quelle azioni, ossia di farsi pagare in anticipo da Logan Sanders per i loro servizi e usare i soldi dello studio per comprare le quote Wexler. Quando Rachel sviene alla Columbia a causa dello stress per il troppo lavoro, Mike incontra Harvey in ospedale che lo informa di aver posticipato l'asta per le azioni Wexler. Dopo essere andati a cena insieme, Mike e Harvey vengono fermati da Sean Cahill che li accusa di aver cospirato nella vendita delle quote Wexler, misteriosamente comprate da una società di comodo mentre i due erano a cena. Sebbene sia tutta opera di Jessica, Mike se la prende con Harvey, il quale cerca di sistemare la faccenda chiedendo a Jessica di annullare la vendita, ma lei rifiuta. Quando Mike si reca da Forstman per dirgli che non ha più bisogno dei suoi soldi e che non vuole fregare il suo socio, scopre di essere stato preceduto da Sidwell, che è andato da Forstman prima di lui per accettare l'accordo, fregandosi così da solo inconsapevolmente. A fine episodio, Harvey regala dei fiori a Donna e la accompagna alla sua ultima serata come attrice. 

## Al diavolo
- Titolo originale: Litt the Hell Up
- Diretto da: Silver Tree
- Scritto da: Rick Muirragui

### Trama
Dopo aver ricevuto un biglietto da Logan che le augurava di essersi rimessa dopo il suo svenimento, Rachel si reca a casa sua per dirgli di smetterla di mandarle fiori e bigliettini, ma i due finiscono per baciarsi. Subito dopo, Logan viene portato alla SEC per essere interrogato sulle accuse di cospirazione rivolte contro Mike e Harvey da Cahill, ma Harvey riesce a far rilasciare il suo cliente. Jessica, preoccupata per l'intera faccenda messa in atto dalla SEC, chiede a Louis di controllare il lavoro svolto da Jeff con la vendita Wexler, per assicurarsi che non possano perseguirli ulteriormente per aver comprato azioni nonostante avessero un ordine restrittivo. Louis scopre che Jeff ha in effetti commesso un errore, che rende l'intera compravendita invalida. Mike, Harvey e Logan decidono di mettere fine all'acquisizione, con Mike che li paga per uscire dall'accordo così da ottenere le Industrie Gillis. Le trattative, però, si complicano quando Mike chiede ad Harvey di tornare a essere il suo avvocato e tagliare fuori Logan. Quest'ultimo obbliga Harvey a decidere chi tenere tra i due, e quando Harvey sceglie Mike, Logan mette in mezzo anche Rachel e fa saltare l'intero accordo. Ad Harvey non resta che recarsi da Forstman per concludere l'affare Gillis, ma l'uomo si rifiuta di aiutarlo e rivela ad Harvey di aver appena comprato il blocco di azioni Wexler che Louis ha rimesso sul mercato a sua insaputa. Quando Harvey se la prende con lui, Louis decide di andare da Forstman e convincerlo a fare un accordo per cedere la sua quota delle Industrie Gillis a Logan. In realtà Forstman ha incastrato Louis, facendo in modo che i soldi passino per la Svizzera e le isole Cayman, evitando così di pagare le tasse. Sebbene Louis sia obbligato a riportarlo in quanto illegale, si rifiuta per non dover deludere Harvey dicendogli che non è riuscito a risolvere la situazione. Dopo aver perso la compagnia di Gillis, Mike riceve un'offerta di lavoro da Forstman, che ha anche rivelato a Sidwell il precedente accordo che i due avevano fatto per tagliarlo fuori. Sidwell, sentendosi tradito, decide di licenziare Mike. 

## Fine rapporto
- Titolo originale: We're Done
- Diretto da: Cherie Nowlan
- Scritto da: Aaron Korsh, Daniel Arkin e Genevieve Sparling

### Trama
Dopo aver scoperto da Donna che Mike è stato licenziato, Harvey cerca di aiutare il ragazzo convincendo Sidwell a riassumerlo. Quando Sidwell però si rifiuta, Harvey confessa a Jessica che vuole riassumere Mike allo studio, la quale gli dice chiaramente che è fuori discussione. Come ringraziamento per aver concluso l'acquisizione, Jessica offre a Louis la possibilità di scegliere la sua stessa ricompensa e lui chiede di avere il suo nome sulla porta. Jessica però, che non ha alcuna intenzione di farlo socio titolare da un giorno all'altro, gli dice di chiederle qualcos'altro. Intanto Mike non sa cosa fare della sua vita e le cose peggiorano quando Rachel confessa di aver baciato Logan. Infuriato, Mike si reca a casa di Logan e gli intima di stare lontano da Rachel, ma le cose precipitano e i due finiscono per fare a pugni. Rachel, preoccupata che Mike possa non perdonarla, va a farsi consolare da Donna, mentre Mike, sanguinante dopo la lotta con Logan, passa la notte a casa di Harvey. Quando Louis va da Forstman per concludere il loro accordo, questi lo obbliga a firmare un documento in cui accetta di ricevere sul suo conto un milione di dollari, così da poter incastrare Louis se mai dovessero scoprire la sua evasione fiscale. Dopo aver detto a Rachel che tra loro è finita, Mike è intenzionato ad accettare l'offerta di lavoro di Forstman, ma viene fermato da Louis che una volta in ufficio informa Jessica e Harvey di aver usato la sua ricompensa per riassumere Mike allo studio. Nonostante le proteste di Jessica, Harvey riesce a convincerla che rifiutare farebbe solo insospettire Louis, che già in passato aveva dubitato delle reali credenziali di Mike. Mentre Harvey taglia fuori Logan come suo cliente, Mike informa Rachel che andrà a stare in hotel per un po' di tempo.

## Rivelazioni
- Titolo originale: Exposure
- Diretto da: John Scott
- Scritto da: Justin Peacock

### Trama
Mike è tornato a lavorare allo studio come associato junior e Harvey dimostra la sua felicità dando al ragazzo il suo vecchio ufficio. Sean Cahill sta cercando di ottenere tutti i documenti sulle Industrie Gillis presentando un mandato di perquisizione. Louis, preoccupato che se dovessero consegnare i fascicoli salterebbe fuori il suo losco accordo con Forstman, chiede a Katrina di coprire le sue tracce mentre lui prova a convincere Forstman ad annullare il loro patto. Forstman si rifiuta di disfare l'accordo, ma dà a Louis una via d'uscita che prevede di incastrare Harvey, facendo sembrare che sia stato lui ad appropriarsi dei soldi al posto di Louis, il quale si rifiuta categoricamente di tradire Harvey. Harvey e Mike, che sono stati fatti pedinare di nascosto da Cahill, riescono a respingere il suo mandato di perquisizione provando che è inammissibile in quanto Cahill non ha mai avuto l'autorizzazione da parte della CTS di farli seguire. Cahill, dopo aver fatto un accordo con Logan Sanders, presenta al giudice una richiesta in cui chiede il rilascio di ogni comunicazione avvenuta tra Harvey e Mike sull'acquisizione. Quando Louis sembra finalmente al sicuro perché non hanno più l'obbligo di consegnare anche i file su Forstman, Mike convince Jessica e Harvey di consegnare tutti i documenti sulle Industrie Gillis per provare che non hanno niente da nascondere. Intanto Rachel, dopo essersi fatta consigliare più volte da Donna, sta facendo di tutto per riconquistare Mike, arrivando persino supplicarlo di perdonarla e tornare a casa. Lo strano comportamento di Louis sui documenti da consegnare insospettisce Mike, il quale avverte Harvey che Louis potrebbe aver fatto un accordo illegale con Forstman. Nella scena finale, Harvey si dirige verso l'ufficio di Louis per chiedergli cosa ha combinato, allo stesso tempo Louis va in quello di Harvey per dirgli dell'accordo. Mentre Mike torna a casa con Rachel, Louis va da Jessica e confessa di aver commesso uno sbaglio.

## Finito
- Titolo originale: Gone
- Diretto da: James Whitmore Jr.
- Scritto da: Kyle Long

### Trama
Dopo che Louis confessa ad Harvey e Jessica di aver fatto un accordo illegale con Forstman, Jessica ha intenzione di licenziarlo appena riusciranno a risolvere la questione. Intanto hanno inizio le deposizioni sul caso costruito dalla SEC contro lo studio. Harvey chiede a Mike di preparare Rachel per la deposizione, ma le cose precipitano quando i due parlano di Logan durante l'interrogatorio e così finiscono per litigare. Cahill decide di iniziare le deposizioni interrogando Harvey e Mike insieme per cercare di provare che stavano cospirando fin dall'inizio. Quando i due smentiscono tutte le sue accuse, Cahill capisce che nei fascicoli consegnati c'è un documento che prova un passaggio di soldi illegale ed è determinato a trovarlo. Nel frattempo, Cahill ha fatto pedinare anche Jessica e dopo aver scoperto della sua relazione con Jeff, accusa Jessica di averlo assunto allo studio solo per fargli commettere atti illegali. Quando Jessica si reca alla SEC per convincerlo che la sua storia con Jeff non ha niente a che fare con la collusione, scopre da Cahill che Louis ha confessato il suo accordo losco con Forstman. In realtà Louis ha parlato solo con Woodall, che l'ha lasciato andare via come se niente fosse, portando Mike a sospettare che Woodall stia in segreto collaborando con Forstman e non vuole che venga accusato per qualcosa. Harvey, Mike e Louis decidono quindi di andare da Cahill per convincerlo della colpevolezza di Woodall. Quando infatti Cahill chiede spiegazioni a Woodall domandandogli di poter controllare il suo conto bancario, questi si rifiuta dimostrando di essere davvero invischiato in qualcosa. Dopo che tutti allo studio hanno cercato senza riuscirci di far cambiare idea a Jessica sul licenziamento di Louis, Harvey e Donna si offrono volontari di comunicarglielo, ma trovano invece una lettera indirizzata ad Harvey e Jessica con cui Louis presenta le sue dimissioni.

## Qualcosa in cambio
- Titolo originale: This Is Rome
- Diretto da: Roger Kumble
- Scritto da: Chris Downey

### Trama
Louis non riesce a trovare lavoro in nessuno studio legale di alto livello a New York in quanto, a causa della clausola di non concorrenza firmata con la Pearson Specter, non può portare con sé i suoi vecchi clienti per offrirli a un altro studio. Harvey gli offre un lavoro, che però rifiuta, dato che lui non lo considera alla sua altezza, quindi Harvey decide di offrirgliene un altro più prestigioso, a Boston. Louis accetta, dato che lo vede pure come un'occasione per tornare con Sheila, ma quando lei rifiuta la sua offerta di ritornare con lui, l'avvocato non si presenta più al colloquio, rovinando anche questa opportunità di lavoro. Mike, sentendosi ancora in debito con Louis per averlo riassunto allo studio, gli procura un colloquio di lavoro con Robert Zane. Zane, però, accetta di assumere l'avvocato con l'unica condizione che riesca a sottrarre a Jessica un solo cliente. Con l'aiuto di Katrina, Louis riesce a ottenere la Versalife, un'industria farmaceutica, l'ostico cliente con cui Harvey e Mike stavano avendo problemi. I due riescono però a riprendersi il cliente con l'aiuto di Walter Gillis, che acquista il dipartimento della Versalife che si occupa di farmaci sperimentali, mentre Jessica licenzia Katrina per aver cospirato con Louis contro lo studio. Harvey prova a convincere Zane ad assumere ugualmente Louis nel suo studio, facendogli tenere presente che se lo farà, Harvey sarà in debito con lui. Nel tentativo di tirare su di morale Louis, Mike gli chiede più volte di raccontargli la storia di una vecchia chiave che Louis possiede, insospettendo l'avvocato in quanto la chiave viene data come riconoscimento ai membri dell'Ordine della Cuffia, cioè i laureandi di Harvard che hanno conseguito la lode. Infatti, se Mike si fosse davvero laureato con il massimo dei voti come afferma, dovrebbe non solo essere a conoscenza di cosa rappresenta la chiave, ma anche possederne una. Louis fa quindi delle ricerche e scopre che Mike pagava l'affitto del suo appartamento di New York nel periodo in cui avrebbe dovuto essere a Boston a studiare legge. Dopo aver capito che Mike è in realtà un truffatore che non è mai andato ad Harvard, Louis affronta energicamente Donna che non riesce più a negare l'innocenza di Mike, confermando definitivamente i sospetti dell'uomo. Louis scatena quindi tutta la sua rabbia contro Jessica, accusandola di essere un'ipocrita per aver sempre difeso sia Mike che Harvey sebbene sapesse che stavano infrangendo la legge, mentre non ha perdonato lui per il suo accordo illegale con Forstman. Infine, Louis ricatta Jessica minacciando di farla arrestare dalle autorità se lei non lo nominerà socio titolare, ribattezzando lo studio in Pearson Specter Litt.

## Quando è troppo è troppo
- Titolo originale: Enough Is Enough
- Diretto da: Gabriel Macht
- Scritto da: Nora Zuckerman e Lilla Zuckerman

### Trama
Harvey, richiamato in ufficio da Jessica, scopre da quest'ultima che Louis sa la verità su Mike e che è appena stato nominato socio titolare per sventare la sua minaccia di denunciarli tutti alla polizia. Nonostante le proteste di Harvey, Jessica promette a Louis di mettere il suo nome sulla parete a tempo debito e non subito, in quanto parrebbe strano che Louis diventi titolare dopo essersi dimesso da pochi giorni. Non contento per aver ottenuto tutto ciò che voleva, Louis si reca a casa di Mike per dirgli che sa tutto e per avvertire il ragazzo che intende fare il possibile per distruggerlo e indurlo a dimettersi. Il giorno dopo, infatti, Louis sommerge Mike di lavoro da assistente legale, in quanto si merita solo quello non essendo un vero avvocato. A Mike non resta che rivolgersi a Rachel per farsi aiutare con il lavoro, ma vengono scoperti da Louis che punisce Rachel con un'altra mole di lavoro, dicendo chiaro e tondo alla ragazza che non diventerà mai un bravo avvocato perché non ha talento. Donna affronta Louis per cercare di rimettere le cose a posto tra loro, ma Louis le rinfaccia ancora una volta che la loro amicizia è tutta una bugia e che per lui Donna è come se fosse morta. L'unica di cui Louis si fida ancora è Katrina, a cui l'avvocato comunica la sua promozione e le chiede di diventare sua associata. Katrina accetta e avverte Louis di stare attento alle vaghe promesse di Jessica. Scosso da queste parole, Louis intima quindi a Jessica di dire ai soci della sua promozione e di organizzare una cerimonia in suo onore. Scoperto che Louis se la sta prendendo con Mike e Rachel Harvey, davvero arrabbiato, ordina a Louis di smetterla e Jessica gli dà man forte sostenendo che nessuno verrà licenziato, anzi incastra Louis facendogli firmare un documento con cui attesta di essere a conoscenza della truffa di Mike in cambio della sua promozione, in modo da impedirgli di minacciarli di nuovo in futuro. Mentre Rachel chiede a suo padre di assumere Katrina al suo studio legale, Jeff domanda spiegazioni a Jessica sulla nomina di Louis, la quale gli mente dicendogli che Louis ha preteso di diventare socio titolare perché ha scoperto la frode che Hardman aveva commesso anni prima e che Jessica non aveva denunciato. L'episodio si conclude con Donna, che per riguadagnare la fiducia di Louis, ammette di essere andata a letto con Harvey una volta.

## Rispetto
- Titolo originale: Respect
- Diretto da: Anton Cropper
- Scritto da: Genevieve Sparling

### Trama
Quando Jessica informa Harvey di aver mentito a Jeff su come Louis ha ottenuto il nome sulla parete, Harvey le fa presente che è stata una pessima decisione in quanto ora il suo futuro con Jeff è nelle mani di Louis. Il professore di Etica di Harvard, Henry Gerard, torna allo studio per chiedere l'aiuto di Harvey in un caso che lo vede personalmente coinvolto. È infatti accusato di aver accettato una tangente per fregare le vittime di un incidente ferroviario, quando viene trovato in possesso di una valigetta con dentro venticinquemila dollari. Harvey, che prova un profondo astio verso il suo ex-professore rifiuta il caso, ma Mike riesce a fargli cambiare idea rinfacciandogli di non voler aiutare delle vittime innocenti solo per l'antipatia che prova verso Gerard. Quest'ultimo si dichiara innocente, sostenendo che i soldi siano vincite di partite di poker, ma che non possono comunque usare come motivazione in tribunale per non spingere Harvard a licenziare il professore. Nel frattempo, Jessica chiede a Louis di spalleggiarla con Jeff per fargli credere la sua versione dei fatti, ma l'avvocato vuole in cambio uno dei clienti di Harvey. Donna convince Harvey a cedere a Louis la sua prima cliente come socio titolare per farlo sentire apprezzato, cliente che in realtà Harvey odia e di cui vuole solo sbarazzarsi. Durante la deposizione a Gerard, Mike si accorge che il professore sta mentendo e quando lo fa presente ad Harvey, questi scopre che i soldi provengono da uno studente di Gerard che l'ha pagato per farsi cambiare il voto per passare il suo esame di Etica. Mike incontra lo studente e lo convince a firmare un affidavit che attesta che i soldi dati a Gerard sono solo un prestito, risolvendo così il caso. Gerard però, che impressionato dalla bravura di Mike ha fatto ricerche su di lui, fa notare ad Harvey che non ci sono documenti che provano effettivamente che Mike abbia frequentato il suo corso. Harvey ribatte dicendo che sono pari perché Mike ha salvato la sua reputazione. Louis scopre che Harvey gli ha dato quella cliente solo per liberarsene e se la prende con Donna per avergli mentito, la quale gli dice chiaramente di tornare a fare gioco di squadra perché hanno tutti smesso di lottare per lui. Louis decide quindi di affrontare Jeff, facendogli credere che la bugia di Jessica sia la verità. Infine, quando Mike confida ad Harvey di aver temuto che il professor Gerard avesse scoperto il suo segreto, Harvey mente per non farlo preoccupare rassicurandolo sul fatto che il professore non sa niente.

## Davanti al bivio
- Titolo originale: Fork in the Road
- Diretto da: Michael Smith
- Scritto da: Rick Muirragui

### Trama
Harvey, incoraggiato da Jessica, cerca di aiutare Mike e Louis a fare pace, e per farlo parte con Louis per un viaggio in macchina verso la sede centrale della McKernon Motors, vecchio cliente di Harvey, obbligando Mike ad andare con loro. In contemporanea, nel flashback, si scopre l'origine del rapporto conflittuale tra Harvey e Louis nei loro giorni come giovani associati dello studio, che riguarda proprio il caso McKernon Motors. Louis e Harvey decidono di allearsi e chiedere ad Daniel Hardman, al tempo già socio dirigente nominativo dello studio legale, di fare entrambi soci junior a seguito del decesso di un vecchio socio senior. Hardman però gli dice che avrebbe promosso solo colui che sarebbe riuscito a conquistare il capo della McKernon Motors, Avery McKernon, che ha rifiutato tutti gli avvocati che si sono offerti di rappresentarlo. Harvey riesce a farsi assumere provando a McKernon cosa mancava a tutti gli altri che lui ha, e cioè la lealtà. Hardman però complica la situazione quando ordina ad Harvey di mollare il cliente per un'altra azienda avversaria più grossa e importante, ma Harvey rifiuta in quanto ha appena dato la sua parola a McKernon che non avrebbe mai fatto niente del genere. Louis frega Harvey aiutando l'altra compagnia a vincere e Hardman lo ricompensa nominandolo socio junior, provocando l'ira di Harvey contro Louis per averlo tradito. Intanto Mike, tornato ai suoi giorni da fattorino in bici, deve vedersela con l'anziana nonna che non vuole che il nipote vada a convivere con il suo amico Trevor, colpevole di aver fatto espellere Mike dal college. Mike incontra Claire, una studentessa di legge che fa la volontaria in uno studio legale per servizi sociali, e i due cominciano a uscire insieme. Le cose si complicano quando Claire dice che non vuole impegnarsi con qualcuno che non ha un futuro come Mike, che si ritrova quindi a mentire dicendo che frequenta Legge alla Columbia University anche lui. Mike cerca di aiutare Claire in un caso per il suo studio, ma il capo di Claire scopre la verità su Mike e rivela tutto alla ragazza, che accusa Mike di averle mentito e gli dice che non vuole più rivederlo. Tornati al presente, nonostante i buoni propositi di Harvey, Louis e Mike continuano a litigare durante il viaggio e le cose peggiorano quando Louis dubita che Mike sia davvero un orfano visto che è abituato a mentire. Mike è sempre più infuriato, finché i due non arrivano persino alle mani a una stazione di servizio e vengono fermati solo dall'intervento di Harvey. Entrambi comunque sembrano aver raggiunto il limite, e cominciano a riconciliarsi quando Mike chiede scusa per aver mentito e Louis gli dice che dopotutto non è un impostore, ma solo non ha frequentato legge. Si scopre anche un altro lato bizzarro di Mike: la lussuosa coupé sportiva noleggiata da Harvey per il viaggio lui non la può guidare perché non ha mai preso la patente. Arrivati dal cliente, Harvey informa entrambi che il suo piano originale era di cedere a loro due la McKernon Motors e che solo facendo pace sarebbero riusciti a negoziare insieme con il cliente. Louis si dice disposto a riportare indietro lui la vettura presa a noleggio per poter insegnare a Mike a guidare. Harvey, seppure non troppo convinto, accetta e rientra in città con la sua vettura di servizio.

## Colpo di scena
- Titolo originale: Derailed
- Diretto da: Patrick J. Adams
- Scritto da: Justin Peacock e Kyle Long

### Trama
Il professor Gerard chiede a Mike di convincere Harvey a occuparsi del caso della Liberty Rail, l'incidente ferroviario che aveva già visto coinvolto il professore nel risarcimento alle vittime, rivelando anche al ragazzo di essere al corrente del fatto che non ha frequentato Legge. L'ex-impiegato della Liberty Rail, Joe Anderson, sostiene di essere stato licenziato perché a conoscenza della vera causa del deragliamento del treno, ossia il malfunzionamento dei sensori del convoglio di cui i responsabili della Liberty Rail erano a conoscenza già da tempo. Harvey si rifiuta di accettare la causa perché il loro studio non si occupa di casi in cui sono coinvolti degli informatori professionisti, ma Mike non volendo lasciare il caso per via di ciò che è successo ai suoi genitori, assume fermamente la difesa del cliente facendo leva sul fatto che sono morte persone innocenti. La situazione però va sempre peggio quando Mike scopre che Anderson ha intentato cause simili per i quattro lavori precedenti che ha cambiato nel giro di pochi anni. Harvey, pressato anche dai clienti che vogliono lasciarli perché si occupano di un caso umanitario, dà un ultimatum a Mike concedendogli solo 24 ore per risolvere il caso prima che Harvey concluda il tutto. Donna decide quindi di aiutare Mike recandosi alla sede privata della Liberty Rail e spacciandosi per qualcuno della Sicurezza Nazionale Trasporti, riesce così a ottenere i documenti che provano la loro colpevolezza. Mike e Harvey riescono inizialmente a risolvere il caso, fino a quando l'avvocato avversario, Evan Smith, mostra ad Harvey un filmato delle telecamere di sicurezza dell'edificio della Liberty Rail, in cui si vede Donna prendere i documenti senza autorizzazione. Evan fa saltare l'accordo sul caso e avverte che consegnerà il video al procuratore distrettuale, mettendo così Donna in serio pericolo. Nel frattempo, Jeff sta organizzando un viaggio a Parigi per lui e Jessica. Dopo che Jeff le ha detto di amarla, Jessica chiede consiglio ad Harvey, dicendogli di voler rivelare a Jeff la verità su Mike per non dovergli più mentire, esattamente come Harvey aveva fatto con Scottie. Louis però si ubriaca mentre è fuori a bere con Jeff e gli dice di aver scoperto la truffa di Hardman due anni prima. Jeff, capendo che Jessica gli ha mentito di nuovo, si sente ferito dal suo comportamento e mette fine alla loro relazione.

## Intenzione primaria
- Titolo originale: Intent
- Diretto da: Silver Tree
- Scritto da: Daniel Arkin

### Trama
Appena scoperto quello che ha combinato Donna, Harvey la affronta chiedendole come sia riuscita a procurarsi i documenti per il caso della Liberty Rail, ma Donna gli mente dicendo di aver solo usato un trucchetto per entrare nella loro sede privata. Harvey incolpa Mike di aver messo in pericolo Donna per salvare il caso e lo accusa di aver saputo cosa lei aveva fatto, ma di non averla fermata. Per aiutare Donna, Harvey prova a fare un accordo con Evan Smith, l'avvocatessa della Liberty Rail, proponendole di lasciar perdere il caso della Liberty Rail se lei ritira le accuse che ha presentato contro Donna. Evan però, convinta del fatto che sia stato Harvey a mandare Donna per risolvere il caso, rifiuta di accordarsi dicendo di volerli distruggere completamente. Harvey si reca quindi dal procuratore distrettuale Wolf per cercare di convincerlo a non perseguire Donna, ma lui rivela ad Harvey che Donna si è procurata i documenti dicendo di essere nel consiglio della Sicurezza Nazionale Trasporti, che essendo un'agenzia federale la rende colpevole di aver commesso frode penale, per cui rischia diversi anni di prigione. Mike ha una brillante intuizione quando si rende conto che per presentare un caso di frode penale ci vogliono cinque elementi e che Evan non può provare i danni che Donna ha causato alla Liberty Rail, perché dimostrando cosa c'è scritto in quei documenti ammetterebbe anche la colpevolezza del suo cliente. Mentre Harvey prova che il caso non esiste senza i danni, Mike deve trovare un nuovo querelante per concludere il caso della Liberty Rail per farla pagare a Evan, che ha anche comprato l'ex testimone Joe Anderson per farsi da parte. Quando la situazione sembra risolta, il procuratore Wolf li informa che continuerà a perseguire Donna cambiando i capi di accusa in frode intenzionale, la cui pena è dai tre ai cinque anni di carcere. Pagando entrambi i querelanti, Harvey e Mike riescono a farli rivoltare contro Evan, costringendola a ritirare una volta per tutte le accuse contro Donna. Nel frattempo, Jessica sta cercando di sistemare le cose con Jeff per spingerlo a perdonarla, ma lui stanco delle sue bugie presenta le dimissioni e lascia lo studio. A fine episodio, Harvey e Donna si ritrovano a festeggiare e quando lei ringrazia Harvey di aver fatto il possibile per salvarla, lui le rivela i suoi sentimenti confessando di amarla.
- Guest Star: Tricia Helfer (Evan Smith)

## Non solo un bel viso
- Titolo originale: Not Just a Pretty Face
- Diretto da: Anton Cropper
- Scritto da: Aaron Korsh

### Trama
Sean Cahill chiede ad Harvey di aiutarlo a dimostrare la collaborazione tra Forstman e Woodall, non essendo riuscito a trovare da solo i soldi di cui Woodall si sarebbe appropriato, facendo notare che se Woodall non venisse fermato potrebbe comunque perseguire Louis per l'accordo illegale che aveva fatto. Harvey incarica Mike e Rachel, la quale si era lamentata del fatto che Harvey si concentrasse troppo su Mike e non su di lei che è la sua vera associata, di scoprire dove l'ex procuratore ha nascosto il denaro. I due pensano che probabilmente li ha usati per aiutare una persona a lui vicino, scoprendo infatti che servono per pagare la casa di cure dell'ex moglie di Woodall, che è affetta da Alzheimer e quindi non può parlare. Non potendo usare questa testimonianza e non riuscendo a convincere Woodall a rivoltarsi contro Forstman, Mike e Rachel fanno pressione su Harvey affinché usi il suo stesso fratello, per cui Harvey aveva fatto un patto con Forstman, per incastrare quest'ultimo. Harvey, tuttavia, rifiuta categoricamente di mettere in mezzo il suo fratellino. Grazie al flashback scopriamo la natura dell'accordo tra i due, quando Harvey chiese a Forstman i soldi necessari per permettere a suo fratello Marcus, appena rimessosi in sesto dai problemi di gioco d'azzardo, di aprire il suo ristorante. Forstman fregò comunque Harvey facendosi rivelare informazioni riservate su un suo caso da procuratore, informazione che poi Forstman usò per far fallire la società dell'uomo che Harvey stava perseguendo in quanto suo rivale in affari. Intascatosi i soldi dal ricavato, fece in modo che Marcus accettasse il suo assegno e costrinse Harvey a non denunciarlo per il bene di suo fratello. Sempre nel flashback, vediamo il primo incontro tra Harvey e Donna in un bar, in cui quest'ultima si offre volontaria per diventare la segretaria di Harvey, sconsigliandogli anche di fare un accordo con Forstman in quanto persona con una brutta fama. Nel frattempo allo studio muore Norma, la segretaria di Louis, e Donna aiuta il socio titolare a organizzare la veglia funebre, tanto da spingere Louis a chiedere a Donna di diventare sua segretaria sostenendo che Harvey non ha idea di quanto sia fortunato ad averla. Donna affronta Harvey chiedendogli cosa significasse la sua dichiarazione d'amore, ma lui si rimangia le sue parole affermando di averle dette solo perché era ciò che Donna voleva sentirsi dire. Poi Forstman si presenta nell'ufficio di Harvey che, con uno stratagemma organizzato insieme a Cahill, riesce a far confessare a Forstman il suo accordo sporco e a registrare il tutto, portando all'arresto dell'uomo. Mentre Mike coglie di sorpresa Rachel chiedendole di sposarlo, Donna affronta di nuovo Harvey e quando lui ammette di provare davvero qualcosa verso di lei, Donna gli dice che è ormai troppo tardi e che lei non può andare avanti così. Dopo avergli detto che lo ama, Donna informa Harvey che lascia il suo posto come segretaria per andare a lavorare per Louis.